# Alluaudellina cavernicola
Alluaudellina cavernicola är en kackerlacksart som först beskrevs av Robert Walter Campbell Shelford 1910.  Alluaudellina cavernicola ingår i släktet Alluaudellina och familjen Nocticolidae. Inga underarter finns listade i Catalogue of Life.